# نوپره
شهر نوپره (به فرانسوی: Neupré) در شهرستان لیئژ  در استان لیئژ  در منطقه فدرال والوون در کشور بلژیک واقع شده‌است.